# Tropeiro

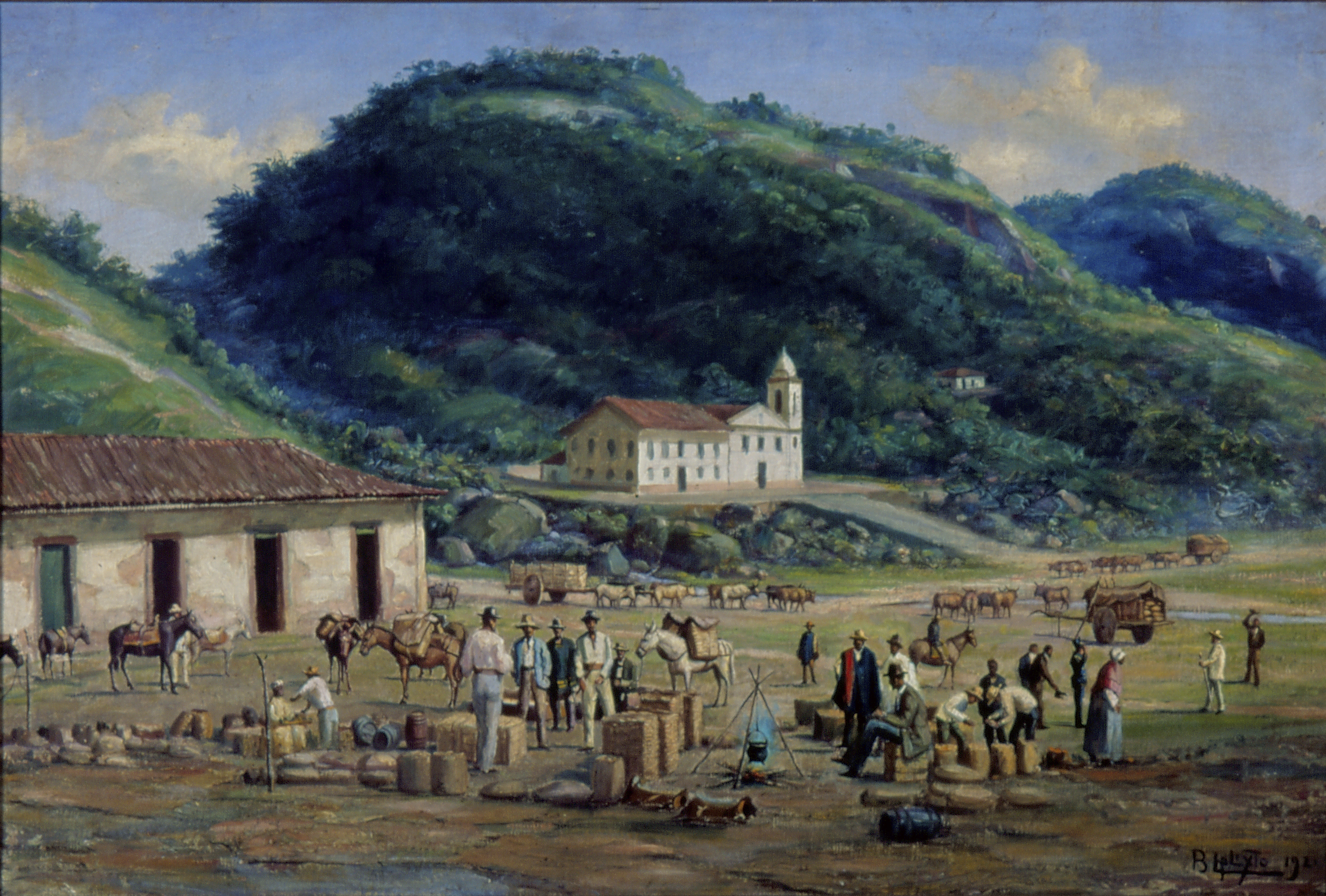
Quadro "Rancho Grande (dos Tropeiros)", de Benedito Calixto, de 1921. Ao fundo, o hospital e igreja da Misericórdia, em Santos.

Tropeiro, condutor de tropa, arrieiro ou bruaqueiro é a designação dada aos condutores de tropas ou comitivas de muares e cavalos entre as regiões de produção e os centros consumidores no Brasil a partir do século XVII. Mais ao sul do Brasil, também são conhecidos como carreteiros devido às carretas com as quais trabalhavam.
Os grupos de tropeiros surgiram da necessidade dos bandeirantes paulistas em levar animais para sustentar os seus centros mineradores.

## Etimologia
"Arrieiro" vem de "arre", interjeição usada para incitar os animais a andarem. "Bruaqueiro" vem de "bruaca", saco de couro usado para transportar cargas no lombo de animais.

## Descrição

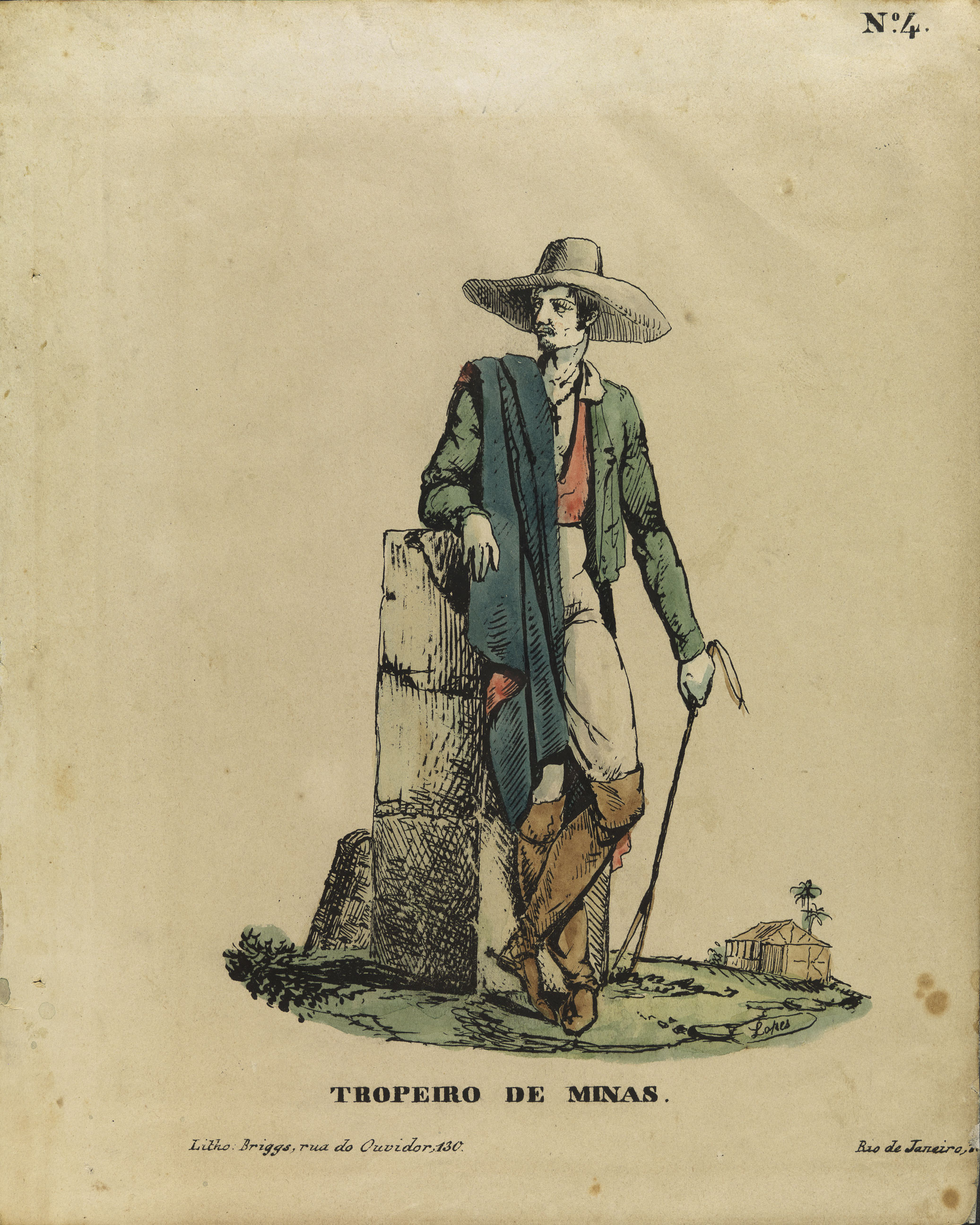
Tropeiro de Minas Gerais.

Cada comitiva era dividida em lotes de sete animais, cada um aos cuidados de um homem que os controlava através de gritos e assobios. Cada animal carregava cerca de 120 quilogramas e chegava a percorrer até 3 000 quilômetros.
Num sentido mais amplo, também designa o comerciante que comprava tropas de animais para revendê-las, e mesmo o "tropeiro de bestas", que usava os animais para, além de vendê-los, transportar outros gêneros para o comércio nas várias vilas e cidades pelas quais passava. No sentido mais estrito, "tropeiro" é o peão cuja função, na pecuária extensiva brasileira (inclusive nas comitivas), consiste em reunir pela manhã, cuidar durante o dia e alojar à noite a tropa de cavalos de serviço que os peões campeiros trocam durante a jornada de trabalho. Além de seu importante papel na economia, o tropeiro teve importância cultural relevante como veiculador de ideias e notícias entre as aldeias e comunidades distantes entre si, numa época em que não existiam estradas no Brasil.
Um dos marcos iniciais do tropeirismo foi quando a Coroa Portuguesa instalou, em 1695, na Vila de Taubaté, a Casa de Fundição de Taubaté, também chamada de Oficina Real dos Quintos. A partir de então, todo o ouro extraído das Minas Gerais deveria ser levado a esta Vila e, de lá, seguia para o porto de Parati, de onde era encaminhado para o reino via cidade do Rio de Janeiro.
Ao longo das rotas pelas quais se deslocavam, ajudaram a fazer brotar várias das atuais cidades do Brasil. As cidades de Taubaté, Sorocaba, Santana de Parnaíba e São Vicente em São Paulo; Viamão, Cruz Alta e Vacaria no Rio Grande do Sul; Lages em Santa Catarina, e Castro no Paraná são algumas das pioneiras que se destacaram pela atividade de seus tropeiros.
Ainda hoje, tropeiros atuam em algumas regiões do Brasil, como os que transportam queijos e doces da região de Itamonte, em Minas Gerais, para Visconde de Mauá, no Rio de Janeiro.

## Região Sul

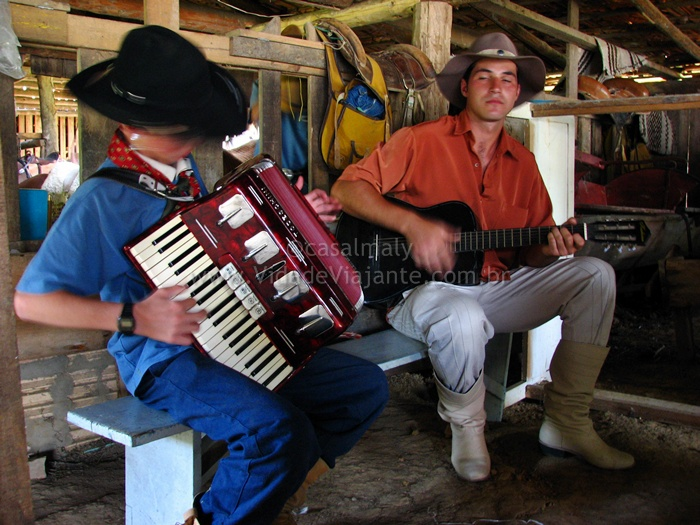
Tropeiros em Urubici, em Santa Catarina.

Na região sul do Brasil, "tropeiro" era o condutor de tropas de muares da cidade de Viamão, Rio Grande do Sul, até Sorocaba, São Paulo. Essas tropas abasteciam o ciclo do ouro em Minas Gerais no século XVIII. Essa atividade foi responsável pela fundação de inúmeras cidades nos Estados do Rio Grande do Sul, Santa Catarina e Paraná.

## Comércio
Antes das estradas de ferro, e muito antes dos caminhões, o comércio de mercadorias era feito por tropeiros nas regiões onde não havia alternativas de navegação marítima ou fluvial para sua distribuição. As regiões interioranas, distantes do litoral, dependeram durante muito tempo desse meio de transporte por mulas. Desde fins do século XVII, as lavras mineiras, por exemplo, exigiram a formação de grupos de mercadores no comércio interiorano. Inicialmente chamados de homens do caminho, tratantes ou viandantes, os tropeiros passaram a ser fundamentais no comércio de escravos, alimentos e ferramentas dos mineiros.

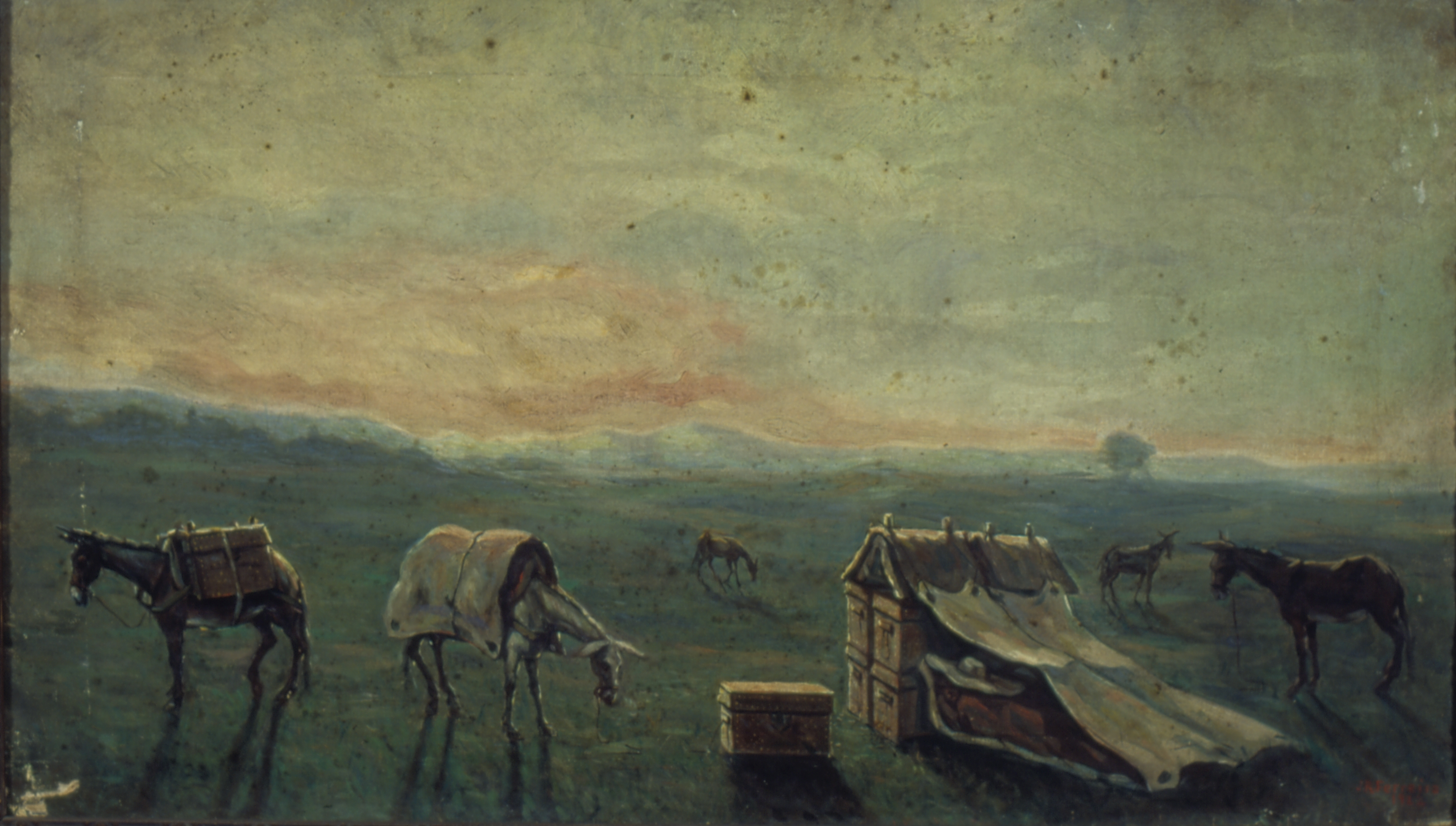
"Pouso noturno de tropeiros", de Joaquim da Rocha Ferreira.

Longe de serem comerciantes especializados, os tropeiros compravam e vendiam de tudo um pouco: escravos, ferramentas, vestimentas etc. A existência do tropeirismo estava intimamente relacionada ao ir e vir pelos caminhos e estradas, com destaque para a Estrada real - via pela qual o ouro mineiro chegou ao porto do Rio de Janeiro e seguiu para Portugal.

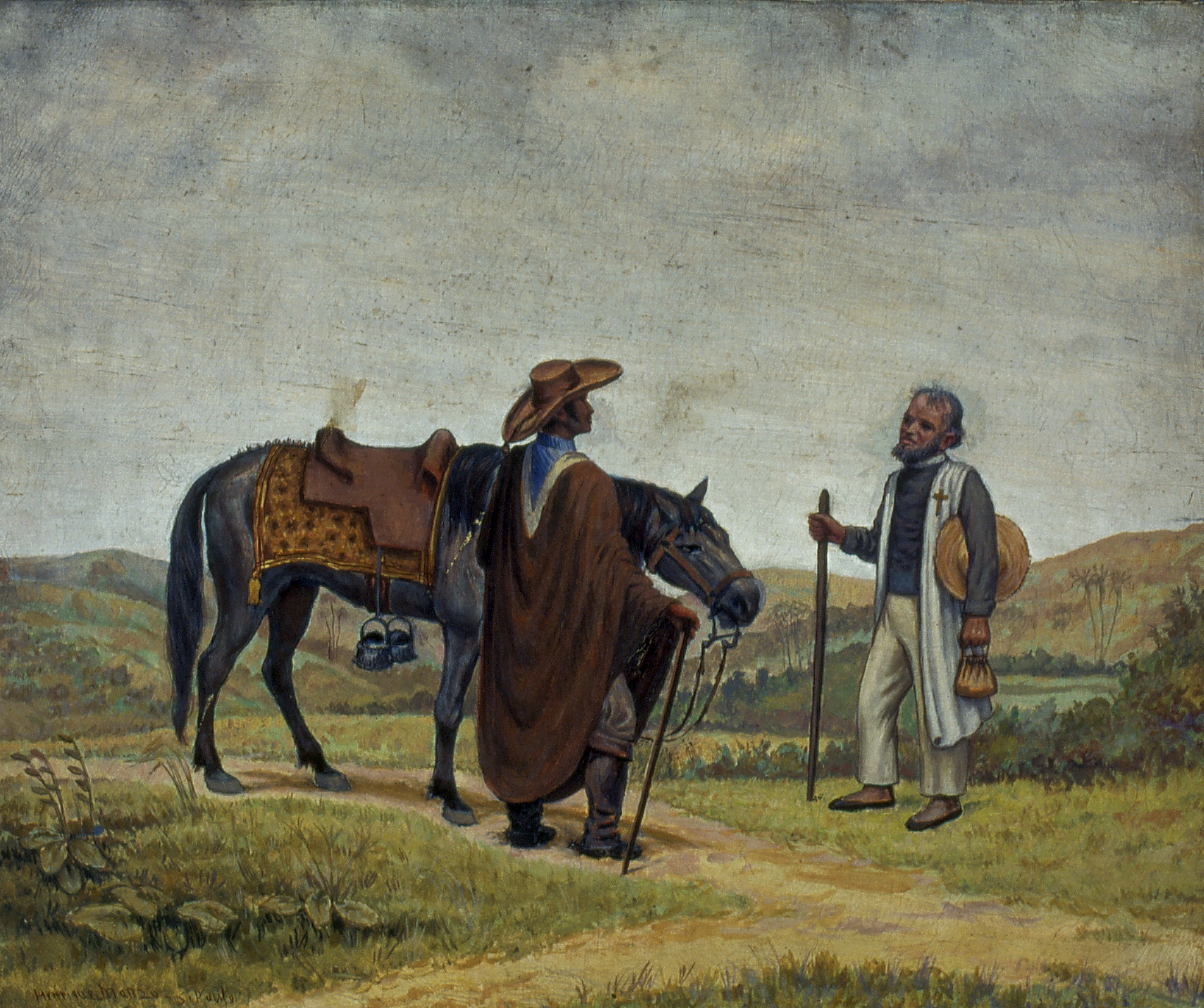
Tropeiro Paulista e Pedinchão de Esmolas, de Henrique Manzo.

O constante movimento, o ir e vir das tropas, não só viabilizou o comércio como também se tornou elemento chave na reprodução econômica do tropeirismo.
Os tropeiros transportavam uma grande variedade de mercadorias como açúcar mascavo, aguardente, vinagre, vinho, azeite, bacalhau, peixe seco, queijo, manteiga, biscoito, passas, noz, farinha, gengibre, sabão, fruta seca, chouriço, salame, tecido, alfaias, marmelada, coco, carne seca, algodão, sal, vidro para janela etc.